# Solène Marnoni
Solène Marnoni (2004) es una deportista francesa que compite en triatlón. Ganó una medalla de bronce en el Campeonato Europeo de Triatlón Campo a Través de 2024.

## Palmarés internacional
| Campeonato Europeo | Campeonato Europeo | Campeonato Europeo | Campeonato Europeo |
| Año                | Lugar              | Medalla            | Prueba             |
| ------------------ | ------------------ | ------------------ | ------------------ |
| 2024               | Coímbra (Portugal) | Medalla de bronce  | Individual         |